# Camaquiri
Camaquiri (o Camaquire) fue un rey indígena de Costa Rica, posiblemente de extracción huetar, que habitaba en 1544 en la cuenca del río Suerre, en la vertiente caribeña. Junto con otro rey indígena de la región, llamado Cocorí, se reunió con Diego Gutiérrez y Toledo, gobernador de la Provincia de Nueva Cartago y Costa Rica, quien los recibió amablemente y al cual obsequiaron objetos de oro de baja ley por valor de setecientos ducados.
Posteriormente, instalado el gobernador en un poblado indígena al que dio el nombre de ciudad de San Francisco, por haber llegado allí el 4 de octubre de 1544, pidió a ambos reyes que vinieran a verlo. Acudieron de mala gana, y el codicioso gobernador, posiblemente inspirado en el precedente de Atahualpa y Francisco Pizarro, apresó a ambos reyes, les hizo poner una cadena al cuello y para devolver su libertad a Camaquiri le exigió un rescate. El rey hizo darle más de dos mil ducados en oro, pero de baja ley, trabajado en forma de cerdos, tigres, peces, pájaros y otras especies de animales. Gutiérrez, insatisfecho, mandó encender una gran hoguera, llevó hasta ella solo a Camaquiri y lo amenazó fieramente, diciéndole que si cuatro  días no hacía llenar de oro seis veces un cesto de voluminosas proporciones, lo quemaría en la hoguera. El prisionero prometió hacerlo, pero a la noche siguiente escapó, aprovechando un descuido de quienes debían custodiarlo. No hay más noticias de este monarca; el gobernador murió pocas semanas después a manos de los indígenas.